# Impedância de entrada
A impedância de entrada é o valor igual à diferença de potencial alternado aplicado na entrada de um circuito ou dispositivo eletro-eletrônico, dividida pela corrente alternada resultante.